# Adriano Frassinelli
Adriano Frassinelli   (Pieve di Cadore, 11 d'abril de 1943) és un pilot de bob italià, ja retirat, que va competir durant les dècades de 1960 i 1970.
El 1972 va prendre part en els Jocs Olímpics d'Hivern de Sapporo, on va guanyar la medalla de plata en la prova de bobs a 4 del programa de bob. Formà equip amb Nevio De Zordo, Gianni Bonichon i Corrado Dal Fabbro.
En el seu palmarès també destaquen una medalla d'or al Campionat del món de bob.